# Dragutin Topić
Dragutin Topič (srbsky Драгутин Топић, * 12. března 1971, Bělehrad, SR Srbsko) je srbský atlet, jehož specializací je skok do výšky.

## Kariéra
V roce 1989 na mistrovství Evropy juniorů ve Varaždínu obsadil ve finále čtvrté místo. O rok později se stal v bulharském Plovdivu juniorským mistrem světa, když překonal 237 cm, což je dodnes platný juniorský rekord ve skoku do výšky. O tento primát se dělí s Britem Stevem Smithem, který stejnou výšku skočil v roce 1992 v jihokorejském Soulu.
Na mistrovství Evropy ve Splitu 1990 vybojoval výkonem 234 cm zlatou medaili. Stejnou výšku překonal také Alexej Jemelin, který získal stříbro a Bulhar Georgi Dakov, který však měl nejhorší technický zápis a dostal bronz.
V roce 1992 na halovém ME v italském Janově vybojoval společně s Němcem Ralfem Sonnem bronzovou medaili. V témž roce poprvé reprezentoval na letních olympijských hrách v Barceloně, kde skončil na děleném osmém místě. V roce 1995 získal zlatou medaili na světové letní univerziádě v japonské Fukuoce. O rok později se stal ve Stockholmu halovým mistrem Evropy, když si ve finále vytvořil výkonem 235 cm osobní rekord, který již později nedokázal vylepšit. Na letních olympijských hrách v Atlantě 1996 se umístil na čtvrtém místě.
Na halovém MS 1997 v Paříži a na halovém ME 2000 v belgickém Gentu vybojoval bronz. Na letních hrách v Sydney 2000 neprošel kvalifikací. V únoru roku 2001 měl po halovém mítinku ve Wuppertalu pozitivní dopingovou zkoušku na zakázanou látku norandrosteron. Později dostal dvouletý zákaz startu. Po návratu v halové sezóně roku 2003 obsadil čtvrté místo na halovém MS v Birminghamu. Na letních olympijských hrách v Athénách 2004 postoupil do finále, kde skončil s výkonem 229 cm na desátém místě. Reprezentoval také na letní olympiádě v Pekingu 2008 a na mistrovství světa v atletice 2009 v Berlíně, kde však neprošel sítem kvalifikace.
V roce 2007 kandidoval do třináctičlenné rady Evropské atletické asociace, avšak neuspěl. Jeho ženou je srbská trojskokanka Biljana Topičová.

### Osobní rekordy
- hala – 235 cm – 10. březen 1996, Stockholm
- venku – 238 cm – 1. srpen 1993, Bělehrad